# كاسبيز
كاسبيز: هي إنزيمات «السيستين اسبارتك بروتييز» وهي تنتمي إلى عائلة الإنزيمات التي تؤدي دورا أساسيا في برمجة موت الخلايا من خلال تحفيز الكاسبيز بشكل مباشر أو نتيجة تحفيز الكاسبيز للاستجابة المناعية أو لعمليات الالتهاب. وقد سميت بالكاسبيز بسبب فعالية السيستين في الموقع النشط الذي يعمل كنيوكليوفيل أي محب للنواة ويعمل على كسر الرابطة الببتيدية بعد «الأسبارتك أسد» في سلسلة الببتيد أو البروتين. وفي عام 2009 تم اكتشاف 11 إلى 12 نوعا من الكاسبيز في الإنسان و 10 في الفئران وتعمل على تنفيذ مجموعة متنوعة من الوظائف.
وقد تم تحديد دور إنزيمات الكاسبيز لأول مره عام 1993، إذ لها دور مهم في نمو الخلايا وتمايزها وكذلك موتها المبرمج طوال مدة حياتها للحفاظ على توازن الخلية حيث أن نشاط الكاسبيز يضمن أن المكونات الخلوية تتحلل بطريقة مسيطر عليها مما يؤدي إلى موت الخلايا مع الحد الأدنى من التأثير على الأنسجة المحيطة بها [1] [2].
إن دور الكاسبيز في موت الخلايا المبرمج لذو أهمية كبيرة لحماية الكائن الحي من الإجهاد والأمراض المختلفة كما أن له دورا مهما في الالتهابات التي تحدث في الجسم من خلال تحفيز «السيتوكينات» مثل تحفيز «الانترلوكين -1 بيتا» مما يؤدي إلى نقل الإشارة إلى الخلايا المناعية التي تتعامل مع الخلايا والأنسجة التالفة والمصابة. كما اكتشف أن للكاسبيز أدوارا أخرى مثل استئصال الأورام وتمايز الخلايا وتطور الأعصاب ووتوجيه محاور الخلايا العصبية وكذلك الشيخوخة[3].
ويعدّ نقص بروتينات الكاسبيز من أسباب تطور الأورام. حيث تنتج الأورام نتيجة عدة عوامل بما في ذلك الطفرات في الجينات المسؤولة عن تنظيم دورة الخلية متحدا مع وجود طفرات في بروتينات الكاسبيز في نفس الوقت. وعلى العكس من ذلك فإن فرط تنشيط «الكاسبيز-3» من الممكن أن يؤدي إلى موت مبرمج مفرط للخلايا، ويلاحظ هذا في العديد من الأمراض العصبية حيث يتم فقدان الخلايا العصبية مثل مرض الزهايمر. كما أن بروتينات الكاسبيز لها دور أساسي في عمليات نقل الإشارات في حالة الالتهابات والأمراض وقد لوحظ أن التحفيز غير الكافي للكاسبيز يؤدي إلى زيادة العدوى في الكائن الحي، وذلك لعدم وجود استجابة مناعية. ولأهمية الكاسبيز في موت الخلايا المبرمج والاستجابات المناعية للأمراض فقد تم استخدامه بوصفه هدفا للعديد من الأدوية، فعلى سبيل المثال فإن كاسبيز-1 يؤدي دورا مهما في مرض نقص العوز المناعي؛ لذلك فقد استخدم الكاسبيز لتحسين صحة المرضى وكعلاج للسرطان لقتل الخلايا غير المرغوب فيها في حالات الأورام [4] [5].

## التصنيف الوظيفي للكاسبيز
يوجد عدة أنواع متعددة من الكاسبيز وتؤدي دورا أساسيا في موت الخلايا المبرمج والتي تحفز من خلال مستقبلات FASR أو TNFR أو التي تحفز من خلال مستقبلات موجودة في السيتوبلازم وتسمى NLPR"-3". وهذه الأنواع المختلفة من الكاسبيز صنفت إلى ثلاثة أنواع: المحفزات لموت الخلايا المبرمج، المنفذات لموت الخلايا المبرمج والمسؤولة عن موت الخلايا المبرمج نتيجة الالتهابات وتلف الخلايا. كذلك فإن الكاسبيز-14 له دور مهم في تمايز الخلايا الظهارية الكيراتينية التي تستطيع أن تكون حاجزا لحماية البشرة من الجفاف ومن الأشعة فوق البنفسجية. والجدول التالي يبين تصنيف الكاسبيز [6].
| موت الخلايا المبرمج                                | نوع الكاسبيز                                                | الانزيم   | الكائن الحي      |
| موت الخلايا المبرمج الناتج من تحفيز مستقبلات FASR  | المحفزات لموت الخلايا المبرمج                               | كاسبيز-2  | الإنسان والفئران |
| موت الخلايا المبرمج الناتج من تحفيز مستقبلات FASR  | المحفزات لموت الخلايا المبرمج                               | كاسبيز-8  | الإنسان والفئران |
| موت الخلايا المبرمج الناتج من تحفيز مستقبلات FASR  | المحفزات لموت الخلايا المبرمج                               | كاسبيز-9  | الإنسان والفئران |
| موت الخلايا المبرمج الناتج من تحفيز مستقبلات FASR  | المحفزات لموت الخلايا المبرمج                               | كاسبيز-10 | الإنسان          |
| موت الخلايا المبرمج الناتج من تحفيز مستقبلات FASR  | المنفذات لموت الخلايا المبرمج                               | كاسبيز-3  | الإنسان والفئران |
| موت الخلايا المبرمج الناتج من تحفيز مستقبلات FASR  | المنفذات لموت الخلايا المبرمج                               | كاسبيز-6  | الإنسان والفئران |
| موت الخلايا المبرمج الناتج من تحفيز مستقبلات FASR  | المنفذات لموت الخلايا المبرمج                               | كاسبيز-7  | الإنسان والفئران |
| موت الخلايا المبرمج الناتج عن تحفيز مستقبلات NLPR3 | المسؤولة عن موت الخلايا المبرمج نتيجة التهابات وتلف الخلايا | كاسبيز-1  | الإنسان والفئران |
| موت الخلايا المبرمج الناتج عن تحفيز مستقبلات NLPR3 | المسؤولة عن موت الخلايا المبرمج نتيجة التهابات وتلف الخلايا | كاسبيز-4  | الإنسان          |
| موت الخلايا المبرمج الناتج عن تحفيز مستقبلات NLPR3 | المسؤولة عن موت الخلايا المبرمج نتيجة التهابات وتلف الخلايا | كاسبيز-5  | الإنسان          |
| موت الخلايا المبرمج الناتج عن تحفيز مستقبلات NLPR3 | المسؤولة عن موت الخلايا المبرمج نتيجة التهابات وتلف الخلايا | كاسبيز-11 | الفئران          |
| موت الخلايا المبرمج الناتج عن تحفيز مستقبلات NLPR3 | المسؤولة عن موت الخلايا المبرمج نتيجة التهابات وتلف الخلايا | كاسبيز-12 | الإنسان والفئران |
| مهمات أخرى                                         | أنواع أخرى                                                  | كاسبيز-14 | الإنسان والفئران |

2.    تنشيط الكاسبيز:
يصنع الكاسبيز بالجسم بالشكل غير الفعال ويسمى ما قبل الكاسبيز ومن الممكن تنشيطه عن طريق محفزات ملائمة مما يسمح بآلية تنظيم سريعة ودقيقة للكاسبيز. تحفز بروتينات الكاسبيز في البداية عن طريق مستقبلات، مما يؤدي إلى تغيرات في شكل المستقبل وتكوين معقد ثنائي أو أكثر مما يؤدي إلى انقسام ما يسمى «ما قبل  الكاسبيز أو الكاسبيز غير النشط» إلى وحدة صغيرة وأخرى وحدة كبيرة مما ينتج عنه تحفيز لإنزيمات الكاسبيز[7].
3.    أهمية الكاسبيز:
الكاسبيز له دور مهم في موت الخلايا المبرمج ولها مساران:
1.     المسار الداخلي لموت الخلايا المبرمج:
والمسؤول عن هذا النوع (كاسبيز-2, كاسبيز 8, كاسبيز-9, كاسبيز 10) وينظم عمل هذا المسار بنوعين من البروتينات موجودة في داخل غشاء الميتوكوندريا وهي أولا: «BCL-X  و BCL-2» وهي بروتينات مضادة لبروتينات موت الخلايا المبرمج وثانيا: نوعين من البروتينات تسمى BAX , BAK" " وتعمل على موت الخلايا المبرمج ففي الخلايا السليمة ترتبط بروتينات النوع الأول من الثاني مما يؤدي إلى تثبيط عمل "BAK, BAX" وتثبيط عملية موت الخلايا المبرمج. أما في حالة تعرض الخلايا للتلف أو في حالة التلف الخلوي فإن بروتينات خاصة في الخلية ترتبط مع BCL-X«و BCL-2» وتثبط عملها مما يؤدي إلى تحرير بروتينات "BAK, BAX" لعمل قنوات في غشاء الميتوكندريا تسمح بتسريب «السيتوكروم سي» إلى «السيتوسول» وهو بدوره يرتبط مع بروتين يسمى APAF-1 لتكوين معقد يعمل على تحفيز «الكاسبيز-9» الذي بدوره يحفز سلسلة الكاسبيز، مما يؤدي إلى موت الخلايا المبرمج [8].
2.     المسار الخارجي لموت الخلايا المبرمج:
تحتوي الخلية على مستقبلات تعمل على تحفيز الكاسبيز وتتكون من عدة وحدات من البروتين تعرف باسم المعقد الذي يحث على إشارة الموت DISC" " ويتكون من جزيئين من المستقبلات FASR" " على سطح الخلية و «FADD و DED» في داخل الخلية.
يتم تنشيط هذا المسار من خلال ارتباط جزيئات تعرف بـ " FAS" موجودة على سطح الخلايا المناعية التائية مع مستقبلات الموت والموجودة على سطح الخلية المستهدفة وتعرف ب FASR مما يؤدي إلى تغير في هيئة تركيب المستقبل المعروف بـ «FADD و DED» الموجود في داخل الخلية، ونتيجة لذلك يحفز «الكاسبيز-8» الذي يؤدي إلى التحفيز المباشر ل الكاسبيز-3, الكاسبيز-6, الكاسبيز-7 وتعمل على تحليل مكونات الخلية أو تعمل على التحفيز غير المباشر من خلال حث الميتوكندريا على تحرير السيتوكروم سي إلى السيتوبلازم [8].
ومن الممكن أن يحفز هذا المسار عن طريق اتحاد عامل نخر الورم «الفا TNF» مع مستقبلات الخلية المستهدفة " TNFR" الموجودة على سطح الخلية مما يغير في هيئة تركيب FADD«و TRADD»، ونتيجة لذلك يحفز «الكاسبيز-8» الذي يؤدي إلى التحفيز المباشر لـ «الكاسبيز-3», و«الكاسبيز-»6, و«الكاسبيز-»7 التي تعمل على تحليل مكونات الخلية أو تعمل على التحفيز غير المباشر من خلال حث الميتوكندريا على تحريرالسيتوكروم سي إلى السيتوبلازم [9].                           
                  المسار الداخلي والخارجي لموت الخلايا المبرمج                                  دور مستقبلات TNFR في موت الخلايا المبرمج
4. أهمية الكاسبيز في حالة الالتهابات:
3.    موت الخلايا المبرمج بواسطة الكاسبيز-1:
يوجد في سيتوبلازم الخلية السليمة مستقبلات احادية تعرف باسم NLRP"-3" ويتكون هذا المستقبل من جزيئين" pyrin domain " ووحدات متكررة من ""LRR domain. ففي الحالة الطبيعية يرتبط LRR domain" " مع بروتين يعرف بـ " HSP90 " مما يؤدي إلى تثبيطه.
أما في حالة تعرض الخلية للتلف، فإن البوتاسيوم يفقد من الخلية مما يؤدي إلى انحلال بروتين "HSP90 " المرتبط بـ " LRR domain" واتحاد اثنين من مستقبلات NLRP"-3" مما يؤدي إلى تغيير في هيئة المستقبل وارتباطه مع المعقد المتكون من بروتين "PYCARD" وكاسبيز-1، مما يؤدي إلى انقسام وتحفيز كاسبيز-1 وتكوين جسيم التهابي (inflammasome) و NLRP-3 الذي بدوره يحفز «انترلوكين-1» «بيتا وانترلوكين-18» وحدوث استجابة مناعية [10].
4.    موت الخلايا المبرمج بواسطة «كاسبيز-4 وكاسبيز-5» في الإنسان و «كاسبيز-11» في الفئران:
من الممكن أن يحفز «الكاسبيز-4» بشكل مباشر في حالة تواجد الليبوبولي سكارايد الموجود بوفره في غشاء الخلايا البكتيريا السالبة الجرام. من الممكن أن يؤدي هذا إلى تنشيط وإفراز انترلوكين-1 بيتا وانترلوكين- 18من خلال تفعيل كاسبيز-1. هذا التأثير يمكن أن يؤدي إلى إفراز السيتوكينات الالتهابية الأخرى التي لم تتم معالجتها. وهذا ما يسمى ما قبل انترلوكين-1 الفا (IL-1A) أو ما قبل عامل النخر ألفا. وبالنسبة إلى كاسبيز-11 في الفئران له دور في المساعدة على إفراز السيتوكينات، ويتم ذلك عن طريق تعطيل قناة الغشاء الذي يمنع إفراز «انترلوكين-1 بيتا» [10].
5.     اكتشاف الكاسبيز:
«هأورد روبرت هورفينز» هو أول من اكتشف أهمية الكاسبيز في موت الخلايا المبرمج، ووجد أن الجين «سيد-3» هو المسؤول عن موت الخلايا خلال تطور الديدان الأسطوانية. وفي عام 1993م وجد هورفينز وزميله جونينغ يوان أن البروتين المشفر بالجين سيد-3 هو بروتين ثنائي السيستين وله خصائص مماثلة لأنزيم تحويل «الانترلوكين-1 بيتا» ويعرف الآن باسم الكاسبيز-1. بعد ذلك توالت الاكتشافات لبروتينات الكاسبيز المختلقة في الإنسان وفي ذبابة الفاكهة. وفي كثير من الحالات تم اكتشاف الكاسبيز في مختبرات متعددة، الأمر الذي أدى - في نفس الوقت - إلى تسمية الكاسبيز بأسماء مختلفة، فعلى سبيل المثال كان الكاسبيز-3 يعرف باسم CPP-32 و apopain و Yama . ولهذا فقد قرر الباحثون في عام 1996م تسمية هذه الإنزيمات بالكاسبيز؛ بسبب تشابهها مع الجين المسؤول عن موت الخلايا سيد-3 في الديدان الاسطوانية وتم تسمية أول بروتين مكتشف بالكاسبيز-1 [11].

## روابط خارجية
- Eukaryotic Linear Motif resource motif class CLV_C14_Caspase3-7
- Apoptosis Video Demonstrates a model of a caspase cascade as it occurs in vivo.
- The Mechanisms of Apoptosis Kimball's Biology Pages. Simple explanation of the mechanisms of apoptosis triggered by internal signals (bcl-2), along the caspase-9, caspase-3 and caspase-7 pathway; and by external signals (FAS and TNF), along the caspase 8 pathway. Accessed 25 March 2007.
- Apoptosis & Caspase 7, PMAP-animation
- Caspases في المكتبة الوطنية الأمريكية للطب نظام فهرسة المواضيع الطبية (MeSH).

- Tumors Beware (from Beaker Blog)